# قرار مجلس الأمن التابع للأمم المتحدة رقم 2167
قرار مجلس الأمن التابع للأمم المتحدة رقم 2167، المتخذ بالإجماع في 28 يوليو 2014، بشأن الدور الحاسم للتعاون الإقليمي في حفظ السلام والأمن الدوليين. نشأ القرار من خلال مناقشة بدأها الممثل الدائم لرواندا بإرسال رسالة مؤرخة 3 يوليو موجهة إلى الأمين العام. وشدد المجلس على ضرورة اتخاذ الأمم المتحدة والمنظمات الإقليمية (خاصة الاتحاد الأفريقي) خطوات ملموسة لتقوية علاقاتها وتطوير شراكة أكثر فعالية. وأكد القرار من جديد دعم تعاون عمليات حفظ السلام مع الاتحاد الأفريقي والاتحاد الأوروبي.

## أعمال
شدد مجلس الأمن على فائدة تطوير شراكات فعالة مع المنظمات الإقليمية / شبه الإقليمية. هذه الشراكة مهمة لأن الكيانات المحلية يمكن أن تستجيب للنزاعات والأزمات الناشئة بشكل أسرع بكثير من الأمم المتحدة وبالتالي منع أو على الأقل التخفيف من العواقب السلبية المحتملة.
كما طلب من المنظمات الإقليمية تسريع العمل على إنشاء «نظام الترتيبات الاحتياطية» لمنع النزاعات وحفظ السلام. كما دعا المجلس الأمين العام إلى التنسيق مع مفوضية الاتحاد الأفريقي ودعمها في وضعها لقائمة بالقدرات المطلوبة والتوصيات بشأن السبل التي يمكن بها للاتحاد الأفريقي زيادة تطوير قدراته العسكرية والشرطية والتقنية واللوجستية والإدارية.

## روابط خارجية
- نص القرار في undocs.org